# USS Independence (1959)

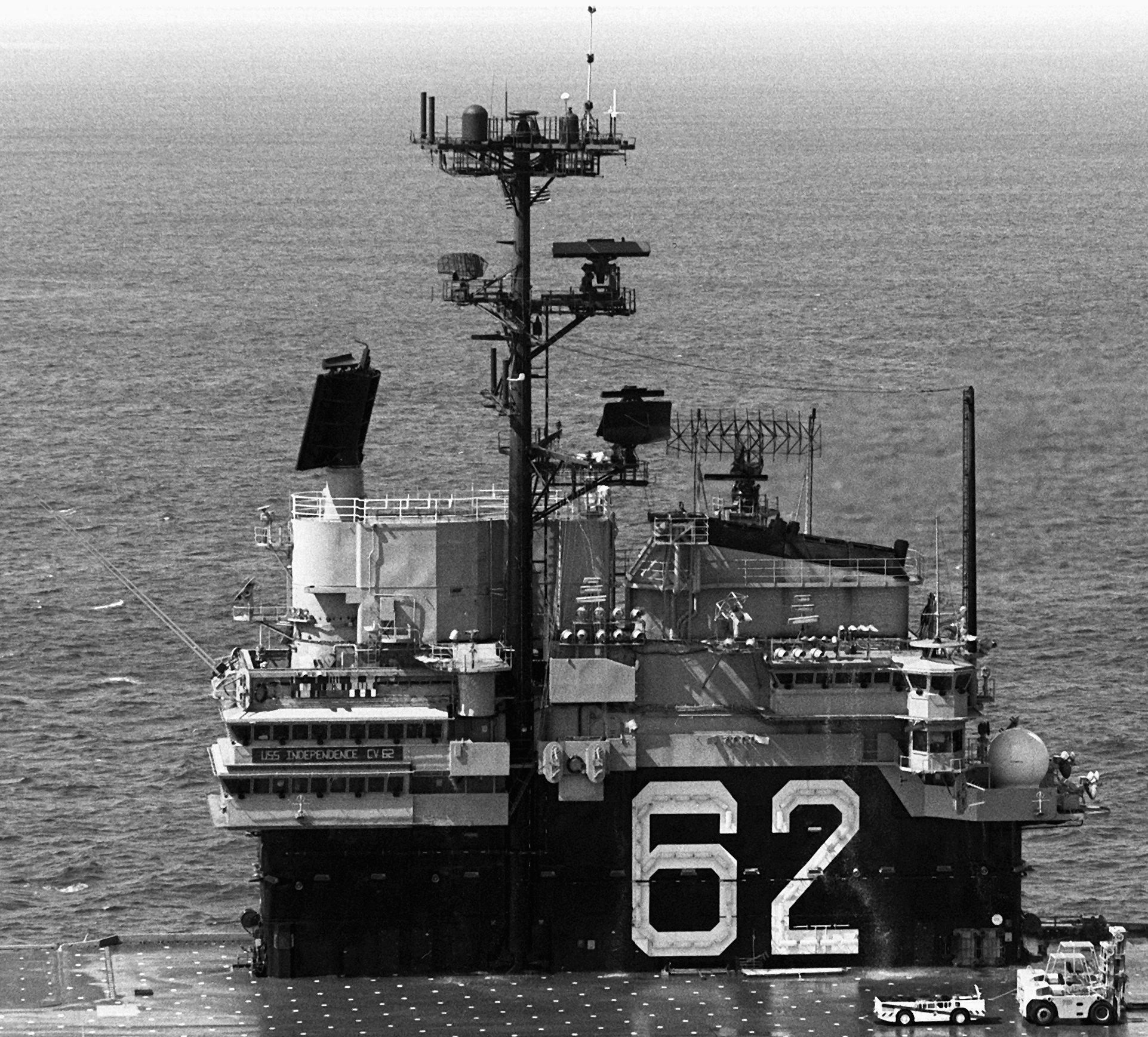
Zicht op het eiland van de Independence.

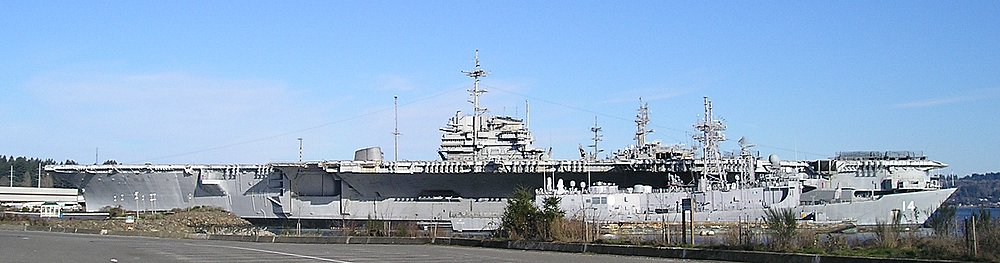
De Independence in opslag in Bremerton in de staat Washington in 2006.

De USS Independence (designatie: CV-62, eerst CVA-62) was een Forrestalklasse supervliegdekschip van de United States Navy. Het werd eind jaren 1950 gebouwd in New York. Het diende bij de Amerikaanse zeemacht van 1959 tot 1998. Het lag in 2007 te wachten op afzinking tot kunstmatig rif. De USS Independence was het vijfde Amerikaanse marineschip met die naam en het vierde en laatste schip uit de Forrestalklasse.

## Geschiedenis

### Jaren 1960
Na de proefvaart in de Caribische Zee arriveerde de Independence op 30 juni 1959 in de thuisbasis Norfolk in Virginia. Het komende jaar werd verder getraind in de regio. Op 4 augustus 1960 vertrok het schip op een eerste missie naar de Middellandse Zee. Daar vervoegde het de 6de vloot tot het op 31 maart 1961 terug naar huis keerde. Op 1 oktober 1962 werd de Independence door president John F. Kennedy naar de Caribische Zee geroepen naar aanleiding van de Cubacrisis. Het schip nam er deel aan de zeeblokkade tegen Cuba. In 1963 en 1964 nam het vliegdekschip deel aan verschillende NAVO-oefeningen in de Middellandse Zee. Op 10 mei 1965 vertrok de Independence voor een missie van zeven maanden naar de Zuid-Chinese Zee nabij Vietnam. Het was het vijfde vliegdekschip dat werd ingezet in de Vietnamoorlog. De gevechtsvliegtuigen van het schip voerden luchtaanvallen uit tegen Noord-Vietnam. Eind jaren 1960 werd nabij de thuishaven getraind en aan NAVO-oefeningen deelgenomen in Europa.

### Jaren 1970
Op 25 september 1970 stierf Gamal Abdul Nasser, de president van de Verenigde Arabische Republiek. De gebeurtenis kon aanleiding geven tot een crisis in het Midden-Oosten. De VS stuurden de USS Independence samen met de vliegdekschepen USS John F. Kennedy, USS Saratoga en zeven andere oorlogsschepen naar de regio om eventueel Amerikaanse burgers te evacueren. De rest van de jaren 1970 werd geopereerd in de Middellandse Zee en de Indische Oceaan.

### Jaren 1980
In 1982 ondersteunde de USS Independence de vredesmissie in Libanon. Er waren toen nog drie andere supervliegdekschepen in de regio. Op 25 oktober 1983 nam de Independence deel aan Operation Urgent Fury. Hierbij werd Grenada bevrijd na een staatsgreep die daar had plaatsgevonden. Nog datzelfde jaar keerde het schip terug naar de Middellandse Zee waar luchtaanvallen tegen Syrië werden gevlogen. In februari 1985 arriveerde het schip in Philadelphia waar het het Service Life Extension Program (SLEP) onderging. Met deze moderniseringen moest de levensduur van het schip met 15 jaar verlengd worden. Na de voltooiing in juni 1988 voer het schip rond Kaap Hoorn om op 8 oktober de nieuwe thuishaven in San Diego te bereiken.

### Jaren 1990
In augustus 1990 werd de USS Independence naar de Golf van Oman gestuurd voor Operatie Desert Shield tegen Irak. Na drie maanden ter plaatse keerde het in december terug naar San Diego. Op 11 september 1991 vertrok het schip opnieuw naar een nieuwe thuisbasis, ditmaal Yokosuka in Japan. In augustus 1992 werd de Independence ingezet in de Perzische Golf om de no-flyzone boven Zuid-Irak te controleren. Die zone was ingesteld nadat Irak geen gehoor gaf aan VN-resolutie 688 die eiste dat Irak de onderdrukking van de sjiieten in het land stopte. In november 1995 beëindigde het schip de derde inzet voor deze operatie, Operatie Southern Watch.
In maart 1996 werd de Independence ingezet nabij Taiwan toen daar een derde crisis uitbrak. Midden 1997 was het schip het eerste vliegdekschip ooit dat aanmeerde in Maleisië. In januari 1998 was het schip op een laatste missie in de Perzische Golf. Op 30 september dat jaar werd de ceremonie voor de buitendienststelling gehouden, na 39 jaar, 9 maanden en 20 dagen dienst. De Independence zat vijf jaar in reserve alvorens van het marinescheepsregister te worden geschrapt (stricken) op 8 maart 2004. Een maand later werd besloten dat het schip kon worden afgezonken als een kunstmatig rif. Uiteindelijk is het schip in 2019 toch gesloopt in Brownsville.